# Бар (јединица)
Бар (симбол /и ознака/ bar) је јединица мере за притисак. Није основна SI јединица; надјединица за притисак по SI је паскал (симбол Pa).
Бар се често користи када се бави питањима атмосферског притиска, јер је атмосферски притисак на нивоу мора (средња раван) приближно једнак једном бару.

## Дефиниција
Бар, децибар и милибар (редом) могу да се дефинирају другим мерним јединицама (паскал,  и сл.):
- {\displaystyle 1\,{\text{bar}}=100\,{\text{kPa}}=0,1\,{\text{MPa}}=1.000.000\,{\tfrac {\text{dyn}}{{\text{cm}}^{2}}}}
- {\displaystyle 1\,{\text{dbar}}=0,1\,{\text{bar}}=10\,{\text{kPa}}=100.000\,{\tfrac {\text{dyn}}{{\text{cm}}^{2}}}}
- {\displaystyle 1\,{\text{mbar}}=0,001\,{\text{bar}}=0,1\,{\text{kPa}}=1\,{\text{hPa}}=1.000\,{\tfrac {\text{dyn}}{{\text{cm}}^{2}}}}

Један паскал је један њутн по метру квадратном: {\displaystyle 1\,{\text{Pa}}=1\,{\tfrac {\text{N}}{{\text{m}}^{2}}}}. Једна атмосфера је приближно једнака 1,01325 бара: {\displaystyle 1\,{\text{atm}}=1,01325\,{\text{bar}}=1,01325\times 10^{5}\,{\text{Pa}}=1,01325\times 10^{5}\,{\tfrac {\text{N}}{{\text{m}}^{2}}}}